# Remigi Niederberger

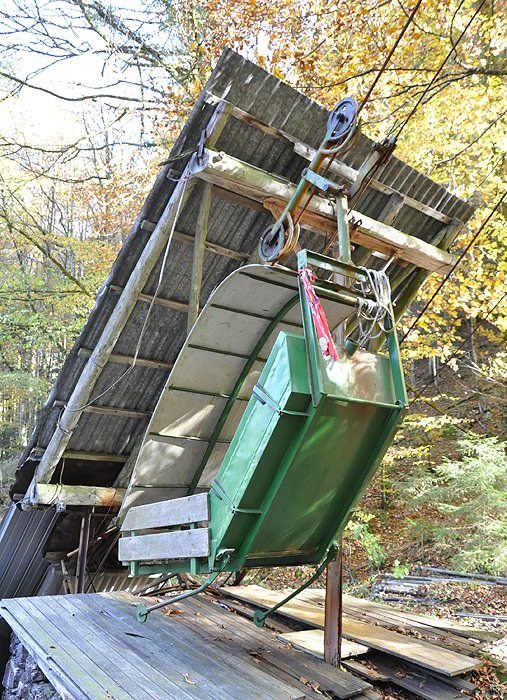
Niederberger Materialseilbahn 1923

Remigi Niederberger (* 1860 in Dallenwil; † 1926 ebenda) war ein Schweizer Schmied und Seilbahnpionier.

## Leben
Niederberger entwickelte als Dorfschmied von Dallenwil erste, rudimentäre Kleinseilbahnen für die agrarwirtschaftliche Nutzung kurz vor der Wende zum 20. Jahrhundert. Sein Einstieg in den Seilbahnbau war die Errichtung eines rund 1000 m langen Drahtseils, das er 1898 in Büren vom Gibelberg zum Buoholz spannte. Über das Drahtseil konnten Bauern Heubündel mittels Gleithaken ins Tal befördern und so eine Höhendifferenz von zirka 480 m mit minimalem Arbeitsaufwand überwinden. Einfache technische Verfeinerungen (z. B. Rollen anstelle von Gleithaken) erlaubten es bald, auch Geländeabschnitte mit minimaler Höhendifferenz mit einer Seilbahn zu verbinden. Später entwickelte Niederberger eine zweispurige Pendelbahn, die mit talwärtsfahrendem Übergewicht angetrieben wurde. Sie ermöglichte es, Transportgut auf den Berg hinauf zu befördern. Ein Meilenstein in der Entwicklung der Niederbergerschen Seilbahnen war 1911 der Bau einer motorbetriebenen Bahn. Niederberger baute hierfür einen alten Schiffsmotor in eine Pendelbahn ein.
Bis zur Wirtschaftskrise von 1932 vertrieb die Firma R. Niederberger Söhne AG in Dallenwil zahlreiche der typischen Niederberger-Schiffli im ganzen schweizerischen Berggebiet, vornehmlich aber in Ob- und Nidwalden sowie in Uri. Charakteristisch für diesen Seilbahntyp sind die ballenartigen und mit gewölbten Blechen überdeckten Fahrzeuge, die zum Markenzeichen dieser Herstellerfirma wurden.